# Hogna himalayensis
Hogna himalayensis este o specie de păianjeni din genul Hogna, familia Lycosidae. A fost descrisă pentru prima dată de Gravely în anul 1924. Conform Catalogue of Life specia Hogna himalayensis nu are subspecii cunoscute.